# Alfredo Brañas

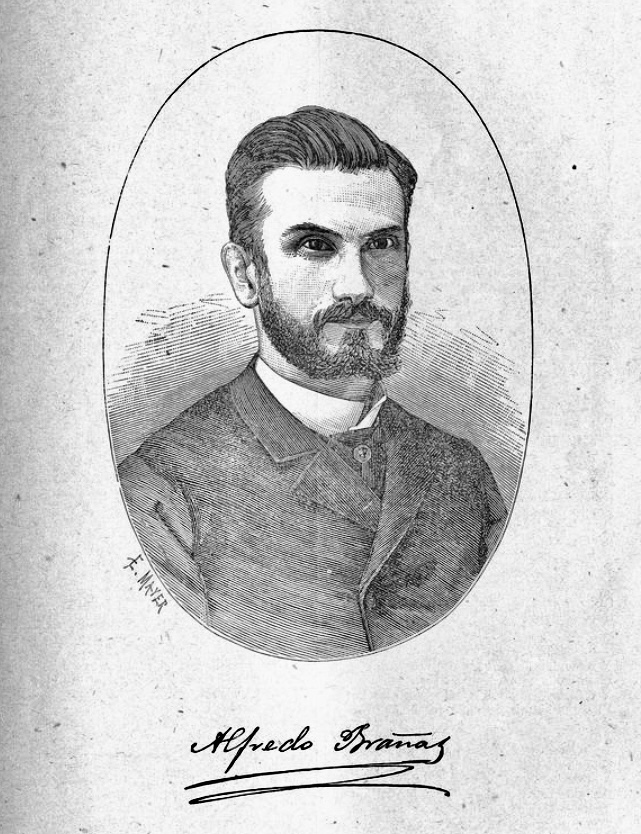
Grabado de Alfredo Brañas por Enrique Mayer de Castro.

Alfredo Brañas Menéndez (Carballo, 11 de enero de 1859-Santiago de Compostela, 21 de febrero de 1900) fue un escritor y jurista español, ideólogo del regionalismo gallego.

## Biografía
Nació en la localidad coruñesa de Carballo en 1859. Hijo de un registrador de la propiedad, pasó su infancia en Cambados, en la provincia de Pontevedra. Entre 1869 y 1873 estudió el bachillerato en Santiago de Compostela, y posteriormente Derecho en la Universidad de Santiago de Compostela. Tras la muerte de su padre consigue rematar sus estudios gracias a la madre de un amigo que le pagó la carrera, y ya mientras estudiaba comenzó a escribir en la prensa, en el periódico compostelano El Porvenir dirigido por Antonio Toledo Quintela.
En 1878, al final de sus estudios, vuelve a Cambados y trabaja en una notaría. Tres años después, en 1881 retorna a Santiago de Compostela para colaborar en el nuevo diario de Antonio Toledo Quintela, El Libredón y comienza a ejercer de abogado y a participar en los círculos católico-tradicionalistas de la ciudad. Al mismo tiempo comienza a escribir poesía en castellano y, en menor medida, en gallego. Entre 1884 y 1885 fue secretario general de la USC. En 1885 escribe El principio fundamental del derecho, en el que recopila y resume las lecciones que había dado ese año para poder optar a la una plaza de profesor ayudante, que acaba consiguiendo. Entre 1885 y 1887 fue director de El Libredón, pasando a colaborar con su sucesor, El Pensamiento Galaico, pero acaba abandonándolo por el carlismo declarado del periódico.

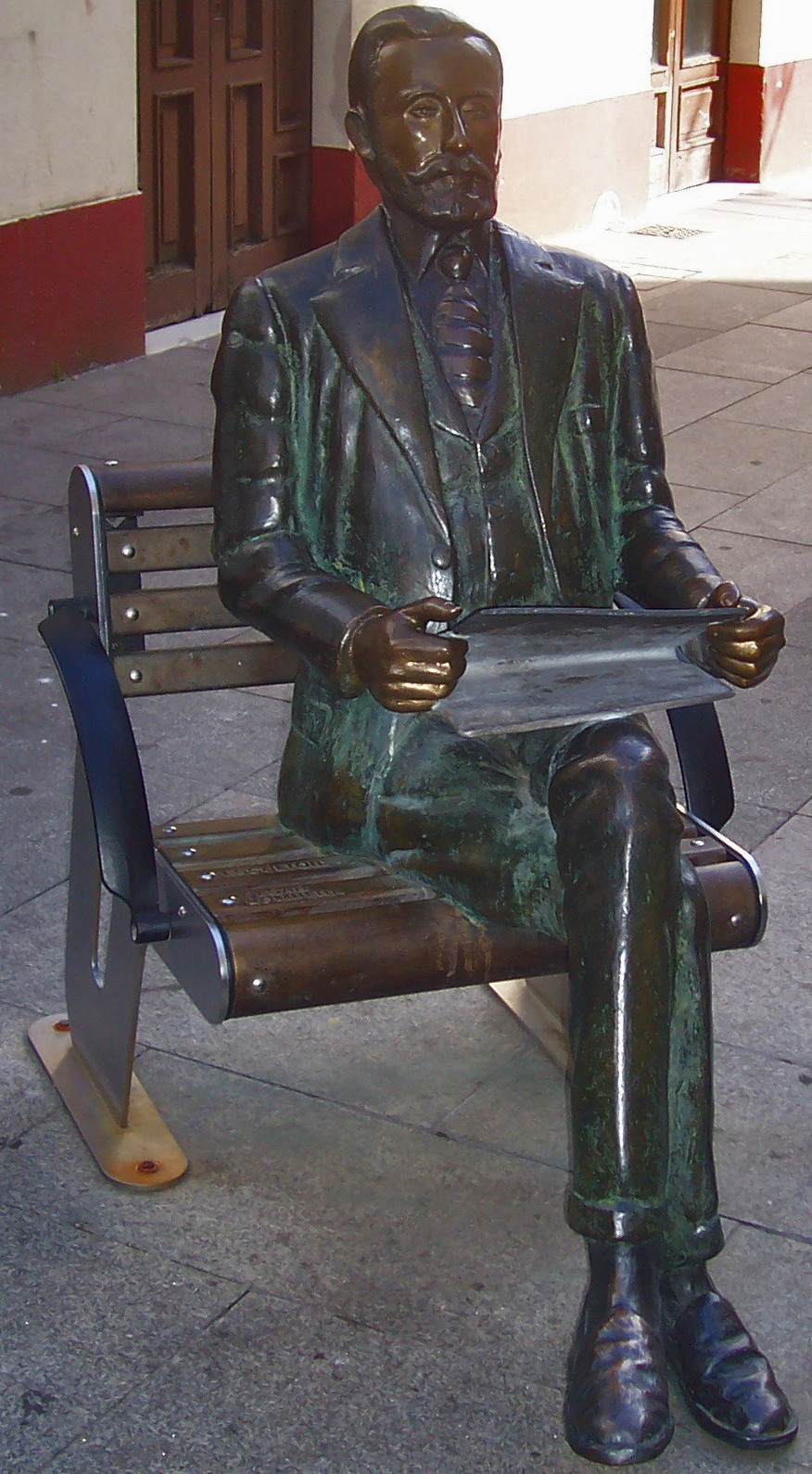
Estatua en Carballo.

En 1887 consigue por oposición la cátedra de Derecho Natural de la Universidad de Oviedo, allí publica Fundamentos del Derecho de Propiedad. Ya en 1888 retorna una vez más a Santiago al obtener la cátedra de Economía Política en la universidad de esa ciudad.
En 1889 publica en Barcelona El Regionalismo. Estudio sociológico, histórico y literario, que fue aceptado por todos los sectores del galleguismo como un referente. En 1890 recibió un homenaje en Santiago, que supuso la primera reunión de todos los galleguistas en un ambiente de unidad, independientemente de las diferentes tendencias en las que se dividía, y que constituyó el punto de partida de la movilización regionalista. La obra también obtuvo gran repercusión entre el regionalismo catalán.
Brañas fue concejal en Santiago entre 1890 y 1891, y en 1890 participa en la creación de la Asociación Regionalista Gallega y escribe en su órgano de expresión, La Patria Gallega, en el que Brañas habla por primera vez de Galicia como nacionalidad. Participa en los Juegos Florales de Tuy de 1891, en los que por la primera vez en un discurso público emplea el gallego.
En esta época, la ARG desaparece, tras un enfrentamiento entre el sector liberal de Manuel Murguía y el católico tradicionalista de Brañas. Pero en julio de 1892 Brañas y varios de sus seguidores acuden al homenaje a Murguía con motivo de su nombramiento como bibliotecario de la USC y de ella surge el encargo para Brañas de redactar las Bases generales del regionalismo y su aplicación a Galicia. Las Bases, en las que se percibe la influencia de las Bases de Manresa, presentan un modelo práctico de descentralización. En 1893 participa en la movilización, junto con el resto de los regionalistas, contra el traslado de la capitanía general de La Coruña a León.
En 1893 viaja a Cataluña para participar en los Juegos Florales de Barcelona como miembro del jurado, y ya antes había publicado artículos comparando los regionalismos gallego y catalán en las publicaciones barcelonesas La Renaixensa o La España Regional.
En 1894 publica Historia Económica y un Curso de Hacienda Pública en 1896 y en ese año estrena el drama La voz de la sangre y la voz de la patria.
Fue uno de los fundadores del Ateneo León XIII (1896) en Santiago y del Círculo Católico de Obreros siguiendo las directrices del papa León XIII en su encíclica Rerum Novarum. La crisis del 98 va a provocar un cierto enfriamiento de sus posiciones regionalistas y su acercamiento al carlismo. El regionalismo de Brañas se basaba en un catolicismo y un historicismo tradicionalista que le sirve para reclamar las libertades antiguas, al tiempo que arremete contra la industrialización, el liberalismo y el capitalismo, reclamando la vuelta a los gremios. Acercó las posturas carlistas al autonomismo en Galicia desde 1886. Incluso después de muerto, actuó de puente entre los regionalistas y consiguió introducir a clérigos en el movimiento, hasta entonces alejados de él. Entre sus influencias estuvo De Bonald, Maistre y Donoso Cortés.
Carlista declarado en sus últimos años, colaboró con el diario tradicionalista madrileño El Correo Español con artículos sobre el regionalismo gallego, que dedicó a Carlos de Borbón.
Falleció en Santiago de Compostela el día 21 de febrero de 1900, recibiendo sepultura en el Panteón de Galegos Ilustres, sito en la iglesia de Santo Domingo de Bonaval.